# Boksermotor-4
En boksermotor-4 er en boksermotor med 4 cylindre, som ligger ned og 'bokser' mod hinanden.
B4-motoren optræder for det meste i Subaru, men er også kendt fra gamle Alfa Romeo og Volkswagen modeller.